# 翠柏
翠柏（学名：Calocedrus macrolepis），也称翠蓝柏，别名粉柏、山柏樹，为柏科翠柏属下的一个种。喜光，但耐湿、耐寒性差。寿命可达200年以上。

## 自然分佈
分佈在中國廣西、貴州、海南、雲南、老撾、緬甸、泰國、越南，海拔800-2000米闊葉森林，與殼斗科和杉木，油杉等針葉樹混生。

## 扩展阅读
- 維基物種上的相關：翠柏

1. ↑  Thomas, P., Liao, W. & Yang, Y. . The IUCN Red List of Threatened Species 2010.   [1 December 2015].